# والتر لورنزو مار
والتر لورنزو مار (انگلیسی: Walter Lorenzo Marr; ۱۴ اوت ۱۸۶۵ – ۱۱ دسامبر ۱۹۴۱) اهالی کسب‌وکار و صنعت‌گر اهل ایالات متحده آمریکا بود.